# Liste der Einträge im National Register of Historic Places im Bibb County (Alabama)
Die Liste der Registered Historic Places im Bibb County in Alabama führt alle Bauwerke und historischen Stätten im Bibb County auf, die in das National Register of Historic Places aufgenommen wurden.

## Aktuelle Einträge
| Lfd. Nr. | Name                              | Bild | Datum der Eintragung | Adresse/Lage                              | Ort          | ID-Nr.   | Beschreibung |
| -------- | --------------------------------- | ---- | -------------------- | ----------------------------------------- | ------------ | -------- | ------------ |
| 1        | Blocton Italian Catholic Cemetery |      | 22. Apr. 1999        | Primitive Ridge Rd.                       | West Blocton | 99000464 |              |
| 2        | Brierfield Furnace                |      | 20. Nov. 1974        | westlich von Brierfield                   | Brierfield   | 74000401 |              |
| 3        | Centreville Historic District     |      | 19. Okt. 1978        | Walnut St., East und West Court Sq.       | Centreville  | 78000482 |              |
| 4        | Davidson-Smitherman House         |      | 6. Jan. 1988         | 167 Third Ave.                            | Centreville  | 87001552 |              |
| 5        | Montebrier                        |      | 2. Apr. 1973         | nördlich von Brierfield am Mahan Creek    | Brierfield   | 73000331 |              |
| 6        | Sarah Amanda Trott McKinney House |      | 29. Mai 1992         | AL 25 zwischen Montevallo und Centreville | Six Mile     | 92000626 |              |